# 持越鉱山
持越鉱山（もちこしこうざん）は、静岡県伊豆市にある金鉱山。経営は中外鉱業。現在は採掘を休止し、廃棄された電気製品などから金・銀をリサイクルする事業が行われている。

## 歴史
- 1914年 - 鉱区発見
- 1932年 - 運営する持越金山株式会社設立
- 1934年 - 操業開始
- 1936年 - 持越金山株式会社が他社を吸収合併し、中外鉱業株式会社に商号変更
- 1937年 - 坑内ガス爆発事故により48名死亡。事故後、会社側は従業員277人の解雇が行われた（後述）
- 1958年 - 狩野川台風による河川氾濫のため、事務所や社宅が流出
- 1978年 - 伊豆大島近海の地震で鉱滓ダムが決壊、シアン化合物を含む鉱滓が狩野川へ流出した（後述）

## 1937年の坑内火災と労働争議
1937年（昭和12年）3月15日 - 午前11時頃、中外鉱業持越鉱業所大沢郷坑で火災が発生。この時点で坑夫24人がガスのため昏倒、救助されていた。ポンプ消火を断念して密閉消火の作業を進めたが、午後6時になって風向きが変わったことを理由にポンプ消火を再開。しかし翌16日の午前2時頃、再び風向きが変わって消火中の作業員がガスにまかれて昏倒。救助隊が編成されて現地に向かったが、この救助隊員にも昏倒者が続出するなど二次災害、三次災害を招いた。
事故後、労使の対立が激化する中、同年5月19日に会社側は「鉱況不良」を理由に従業員858人中277人の解雇を発表。これに反発した従業員側はストライキを実施した。日本労働総同盟も乗り出して調停が行われたが難航。同年7月7日に予定されていた皇太后の沼津御用邸行幸の前に決着させたいとする警察側が調停案を出して労使が合意、同年7月6日に労使が覚書に調印。退職者らに提示されていた退職金、和解金などに上積みを図ることで決着した。

## 1978年の鉱滓ダム決壊
1978年1月14日、伊豆大島近海の地震によって狩野川の支流、持越川に面した鉱滓ダム（ほおずき沢鉱滓堆積場）が決壊。決壊は2度にわたり発生し、地震発生直後の1月14日には第一堰堤の上部14mが崩壊して約30万トンの鉱滓が流出、さらに翌15日には最上部の第二堰堤の上部4mが崩壊して約5000トンの鉱滓が流出した。鉱滓は狩野川に流れ込み、川の全域に沈殿して白濁化。下流のヤナには大量のアユなどの川魚が打ち上げられた。
1978年1月19日、静岡県が持越橋付近に堆積した鉱滓の調査をしたところ、シアン化合物の含有量が3.4ppm（魚類に影響が出るのは約0.5ppm以上）と比較的高い値が出たが、重金属類はいずれも基準以内に収まった。また、同日までに狩野川から水道水の取水を行っていた市町村は他の水源に切り替える目途がついた。